# Iskrcavanja u Normandiji
Iskrcavanja u Normandiji – kodnog naziva Operacija Neptun, poznata i pod nazivom Dan D – bile su desantne operacije koje su se 6. lipnja 1944. godine provodile u sklopu savezničke Invazije na Normandiju kao dijelu Operacije Overlord tijekom Drugoga svjetskog rata te najveća pomorska invazija u povijesti. Operacijom je započelo oslobađanje Francuske i ostatka zapadne Europe te su postavljeni temelji savezničke pobjede na Zapadnome bojištu.
Planiranje operacije započelo je 1943. godine. Prije toga, Britanci - koji su držali za Britansko Carstvo presudno važne teritorije oko  Sueskog kanala u Egiptu - su uporno promovirali put invazije preko Sredozemlja, kojega je Winston Churchill nazivao "mekim trbuhom" Sila Osovine. Međutim su američki vojni planeri sa svoje strane inzistirali na ideji invazije Francuske preko Kanala La Manche, koji je omogućavao lakšu dopremu velikih količina ljudstva i opreme, uz korištenje snažne prometne infrastrukture i vojnih baza u Velikoj Britaniji. Sovjetski Savez - koji je recimo, u travnju 1943. god. prekinuo diplomatske odnose s izbjegličkom vladom Poljske u Londonu (koja je s više od 200 tisuća vojnika raspoređenih u divizijama i drugim postrojbama raspoređenih na bojištima među postrojbama SAD-a i Britanskog Carstva podupirala snage zapadnih saveznika) - je inzistirao na takvoj odluci; koja će na putu mogućem prodoru glavnine snaga zapadnih snaga na teritorij Poljske (od kojega je oko polovice bio Sovjetski Savez zauzeo već 1939. godine, tada kao de facto njemački saveznik) ostaviti cjelokupni teritorij Njemačke. Suvremena (npr.) Poljska historiografija sagledava da je odluka da se Saveznici iskrcaju u Normandiji pridonijela uspostavljanju sovjetske dominacije nad Poljskom i drugim zemljama Središnje i Istočne Europe; tako ocjenjuju i mnogi drugi povjesničari. Uslijed predanosti zapadnih saveznika da forsiraju napad preko teritorija Francuske (raspoložive snage na Sredozemlju - blizu 600 tisuća vojnika - su 15. kolovoza 1944. u Operaciji Dragun upućene na iskrcavanje u Provansu na jugu Francuske), volju vodstava Rumunjske i Bugarske da pređu na stranu Saveznika je u cijelosti iskoristio Sovjetski Savez koji je te dvije zemlje stavio pod svoju kontrolu, a britanske snage su tek sa zakašnjenjem i s relativno manjim snagama zauzele u listopadu 1944. god. Grčku, u vrijeme kada su se njemačke snage od tamo već evakuirale bez borbi.
U mjesecima koji su prethodili invaziji, Saveznici su izveli značajnu vojnu prijevaru, kodnoga naziva Operacija Tjelohranitelj, kako bi Nijemce doveli u zabludu u pogledu datuma i mjesta glavnoga savezničkog iskrcavanja. Vrijeme na dan odabran za Dan D nije bilo idealno i operacija je morala biti odgođena 24 sata; daljnja odgoda značila bi odgodu od najmanje dva tjedna, budući da su planeri imali zahtjeve za mjesečeve mijene, plimu i doba dana, što je značilo da se samo nekoliko dana svakoga mjeseca smatralo prikladnim. Adolf Hitler postavio je feldmaršala Erwina Rommela za zapovjednika njemačkih snaga i razvoja utvrda duž Atlantskoga zida u očekivanju invazije. Američki predsjednik Franklin Delano Roosevelt postavio je general-bojnika Dwighta D. Eisenhowera za zapovjednika savezničkih snaga.
Invazija je započela ubrzo nakon ponoći u jutro 6. lipnja opsežnim zračnim i pomorskim bombardiranjem, kao i zračnim napadom – iskrcavanjem 24 000 američkih, britanskih i kanadskih zračnih trupa. Ranojutarnji zračni napad ubrzo je popraćen savezničkim amfibijskim iskrcavanjem na obalu Francuske oko 06:30 sati. Ciljani dio obale Normandije od 80 km podijeljen je u pet sektora: Utah, Omaha, Gold, Juno i Sword. Snažni vjetrovi otpuhali su desantne čamce istočno od njihovih predviđenih položaja, posebno u Utahu i Omahi.
Vojnici su se iskrcali pod jakom vatrom iz topovskih položaja koji su nadzirali plaže, a obala je bila minirana i prekrivena preprekama poput drvenih kolaca, čeških ježeva i bodljikave žice, što je posao timova za čišćenje plaža činilo teškim i opasnim. Najveći broj žrtava bio je na Omahi, s njezinim visokim liticama. Na Goldu, Junou i Swordu nekoliko utvrđenih gradova očišćeno je u borbama od kuće do kuće, a dva velika topovska položaja na Goldu onesposobljena su pomoću specijaliziranih tenkova.
Saveznici su prvoga dana uspjeli uspostaviti mostobrane na svakom od pet mjesta iskrcavanja, ali Carentan, Saint-Lô i Bayeux ostali su u njemačkim rukama. Caen, glavni cilj, nije zauzet sve do 21. srpnja. Samo su dva mostobrana (Juno i Gold) bila povezana prvoga dana, a svih pet nije bilo spojeno do 12. lipnja. Njemački gubitci na Dan D procijenjeni su na 4000 do 9000 ljudi. Saveznički gubitci iznosili su najmanje 10 000, s 4414 potvrđenih mrtvih.